# Grabow (Lüchow)
Grabow ist ein Ortsteil der Stadt Lüchow (Wendland) im niedersächsischen Landkreis Lüchow-Dannenberg. Der Ort liegt fünf Kilometer nordwestlich vom Kernbereich von Lüchow an der B 248.

## Baudenkmäler
Das aus der Burg Grabow hervorgegangene Gutshaus ist ein großer, zweigeschossiger Fachwerkbau, der von 1700 bis 1704 durch Otto Eberhard von Plate erbaut wurde. Die steinerne Freitreppe trägt Akanthusranken.

## Söhne und Töchter
- Heinrich Schulz (1868–1953), Lehrer, Organist und Heimatforscher
- Anton Detlev von Plato (1910–2001), Generalleutnant der Bundeswehr
- Undine-Uta Bloch von Blottnitz (1936–2001), von 1984 bis 1989 sowie von 1994 bis 1999 Mitglied des Europäischen Parlaments, Gründungsmitglied der Grünen